# Max Czollek

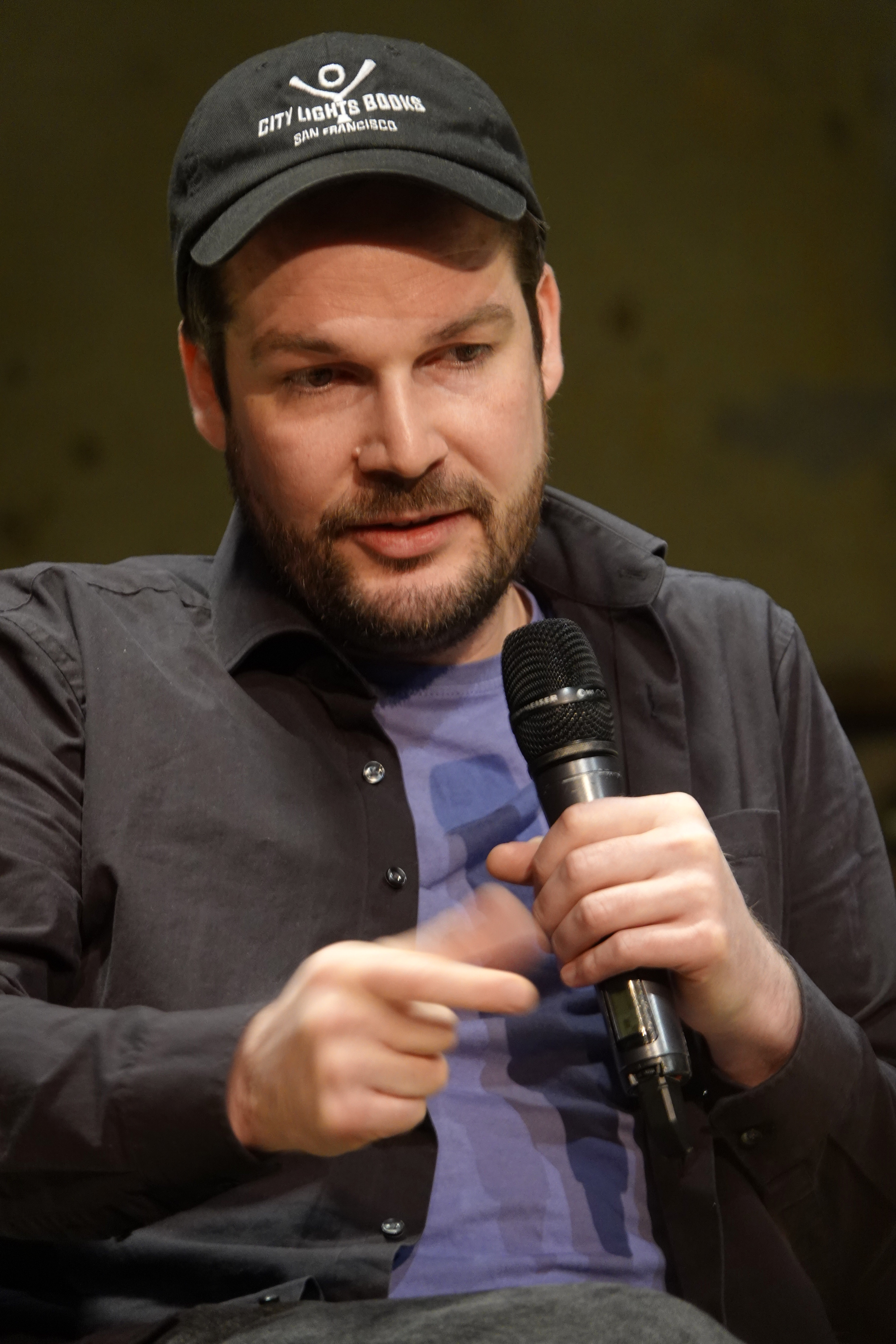
Max Czollek, 2023

Max Czollek (* 6. Mai 1987 in Ost-Berlin als Maximilian Ruben Czollek) ist ein deutscher Schriftsteller und Publizist. Er veröffentlichte Gedichtbände, Sachbücher und Essays. Er ist Mitbegründer und -herausgeber von Jalta – Positionen zur jüdischen Gegenwart und kuratierte verschiedene Ausstellungen. Er lebt in Berlin-Kreuzberg.

## Leben

### Herkunft und Ausbildung
Max Czollek ist der Enkel des kommunistischen Widerstandskämpfers und Verlegers Walter Czollek, der bis 1954 Mitglied der jüdischen Gemeinde Ost-Berlins war. Sein Vater, der Liedermacher und Politiker Michael Czollek, starb, als Czollek zwölf Jahre alt war. Seine Mutter arbeitet bei der Heinrich-Böll-Stiftung; seine Tante ist die Mediatorin Leah Carola Czollek. Sein Verhältnis zum Judentum beschrieb er ausführlich 2022 in einem Spiegel-Interview.
Czollek besuchte die Jüdische Oberschule Berlin und legte 2006 das Abitur als Jahrgangsbester ab. Er verbrachte während der Schulzeit ein Auslandsjahr in Texas. Von 2007 bis 2012 studierte er Politikwissenschaften am Otto-Suhr-Institut der Freien Universität Berlin.
Seit 2011 arbeitet er als Ausbilder für das von Leah Carola Czollek mitbegründete „Social Justice und Diversity Training“, das als berufsbegleitende Weiterbildung an der FH Potsdam angeboten wird.
Von 2012 bis 2016 promovierte Max Czollek am Zentrum für Antisemitismusforschung der TU Berlin bei Werner Bergmann sowie am Birkbeck College, London mit einem Stipendium des Ernst Ludwig Ehrlich Studienwerks. Seine englischsprachige Dissertation über Antisemitismus im Frühchristentum trägt den Titel The Antisemitism Dispositive. Emergence and Dissemination in Early Christianity. Seit 2016 ist er Teil des Herausgeberkollektivs von Jalta – Positionen zur jüdischen Gegenwart.

### Schriftstellerische Arbeiten
Seit 2009 ist Max Czollek Mitglied des Lyrikkollektivs G13. 2013 war er Initiator des internationalen Lyrikprojekts „Babelsprech“ zur Vernetzung einer jungen deutschsprachigen Lyrikszene, als deren deutscher Kurator er seither tätig ist (2016–2018 als „Babelsprech.International“). Von 2013 bis 2017 organisierte er gemeinsam mit Deniz Utlu die Literaturreihe „Gegenwartsbewältigung“ für das Maxim Gorki Theater (Studio Я). Zusammen mit Sasha Marianna Salzmann war er ebenda Initiator des „Desintegrationskongresses“ (2016) zu zeitgenössischen jüdischen Positionen, sowie der „Radikalen Jüdischen Kulturtage“ (2017), in deren Rahmen sein Theaterstück Celan mit der Axt uraufgeführt wurde. Von 2016 bis 2017 leitete er mit Esra Küçük den Jungen Berliner Rat. Im Jahr 2020 kuratierte er die „Tage der Jüdisch-Muslimischen Leitkultur“, die vom 3. Oktober bis 9. November im deutschsprachigen Raum stattfanden.

### Publizistische Tätigkeit
Czollek schreibt Artikel zu tagespolitischen Themen, so in der Süddeutschen Zeitung, der Zeit, der taz, der FAZ der jungen Welt, dem Standard oder im Spiegel. Im November 2024 initiierte er zusammen mit Jan Skudlarek eine Aktion, bei der prominente Accounts sich von der Plattform X verabschiedeten.

### Kuratorische Tätigkeit
Seit 2021 ist er künstlerisch-akademischer Kurator des Projektes Coalition for a Pluralistic Public Discourse (CPPD), einem Netzwerk von fünfzig deutschsprachigen Experten der Leo Baeck Foundation, das sich mit der Frage pluraler Erinnerungskultur in Deutschland und Europa befasst. Im März 2022 eröffnet die Ausstellung „Rache – Geschichte und Fantasie“ im Jüdischen Museum Frankfurt, die er als externer Impulsgeber und Kurator begleitete. Für das internationale Musikfestival Heidelberger Frühling 2022 kuratierte er gemeinsam mit Daniel Gerzenberg die Reihe Lieder für das Jetzt, welche die Möglichkeiten von Gegenwartslyrik, Neuer Musik und Gesang erkundete. Seit 2023 ist er Gastkurator am Haus der Kulturen der Welt Berlin, wo er unter anderem eine Gesprächsreihe zu pluraler Erinnerungskultur realisiert - „Versöhnungstheater“ (Staffel 2023) und "Gegenwartsbewältigung (Staffel 2024).

### Mitgliedschaften
Czollek ist Beiratsmitglied des Ernst Ludwig Ehrlich Studienwerks, im Kuratorium der Leo Trepp Stiftung und Teil der Jury der Poetikdozentur Neue deutsche Literatur in Hannover. Mit der Initiative Schlossaneignung wirbt Czollek für die ästhetische Dekonstruktion und Demokratisierung des rekonstruierten Berliner Stadtschlosses.

### Werk
Czolleks Lyrik wurde in Gedichtbänden, Literaturzeitschriften (u. a. Edit, Belletristik, Aviv und poet) und Anthologien (u. a. das Jahrbuch der Lyrik 2017) veröffentlicht. Er wurde zu internationalen Literaturfestivals eingeladen wie dem Internationalen Lyrikfestival Basel, City2Cities Utrecht, Meridian Czernovitz, Izmir International Festival und Versschmuggel Iran. 2015 erschien die gemeinsam mit den Autoren Michael Fehr und Robert Prosser herausgegebene Anthologie Lyrik von Jetzt 3. Babelsprech im Wallstein Verlag. Gedichte von Max Czollek wurden in mehrere Sprachen übersetzt.

### „Desintegriert Euch!“
2018 erschien Czolleks Streitschrift Desintegriert Euch! Darin formuliert Czollek eine Kritik an der Funktionalisierung jüdischer und migrantischer Positionen in Deutschland. Ein guter Jude sei, wer stets zu Antisemitismus, Holocaust und Israel Auskunft gebe. Czollek bezeichnet diesen Mechanismus als „Integrationstheater“ und beschreibt Strategien, das Theater zu beenden, die er „Desintegration“ nennt. Er bezieht sich auf den Begriff des „Gedächtnistheaters“, den der deutsch-kanadische Soziologe Y. Michal Bodemann 1996 prägte.
Das Buch Desintegriert Euch! erhielt zahlreiche Besprechungen, wurde ein Bestseller und häufig zitiert. Während Ann-Kristin Tlusty das Buch in der Zeit als furioses Essay im richtigen Moment bezeichnete, lobte Lars Weisbrod ebenda zwar die „glasklare Analyse“, wandte aber kritisch ein, Czolleks Forderung nach einer „radikalen Vielfalt“ könne das Problem des muslimischen Antisemitismus nicht handhaben. Felix Stephan sprach in der Süddeutschen Zeitung von einer „linken Vulgärversion identitären Denkens“, die den Unterschied zwischen Heimat und Nation nicht kenne. Jonas Engelmann lobte das Buch in der Jungle World als „erfrischend“, kritisierte aber, vieles habe man anderswo bereits zugespitzter gelesen; „die literarische Schärfe seiner erklärten Vorbilder Maxim Biller und Alain Finkielkraut erreicht Czollek nicht“. In der FAZ bezeichnete Mirjam Wenzel das Buch als politischen Battle-Rap, in dessen Zentrum die Vielstimmigkeit junger Jüdinnen und Juden in der deutschen Gegenwart sichtbar werde.

## Kontroversen
Seit 2021 wird Czolleks jüdische Identität kontrovers diskutiert, da er mit einem jüdischen Großvater kein Jude im Sinne der Halacha ist und nicht zum Judentum konvertiert ist. Nachdem Czollek Maxim Biller im Juli 2021 auf Twitter „innerjüdische Diskriminierung“ vorgeworfen hatte, kritisierte Biller Czollek in seiner Zeit-Kolumne im August 2021, in der er von einem Gespräch mit Czollek berichtet. Er halte Leute wie ihn nicht aus, „die zurzeit als Faschings- und Meinungsjuden den linken Deutschen nach dem Mund reden“. Biller vergleicht ihn mit dem Schweizer Autor Binjamin Wilkomirski, der vorgab, Holocaust-Überlebender zu sein.
Billers Feststellung, Czollek sei kein Jude im Sinne der Halacha, da seine Mutter keine Jüdin ist, löste eine Debatte über jüdische Identität aus. Meron Mendel, Direktor der Bildungsstätte Anne Frank, widersprach Biller in der Zeit mit dem Verweis auf die Vielfalt existierender Definitionen jüdischer Identität. Josef Schuster, Präsident des Zentralrats der Juden, stimmte Biller in der Jüdischen Allgemeinen zu. Die Biografie von Czolleks Großvater könne die jüdischen Religionsgesetze nicht außer Kraft setzen, außerdem habe Czollek seinen Familienhintergrund nicht transparent kommuniziert. In einem Gespräch mit Meron Mendel in der Zeit räumte er kurz darauf ein, der Zentralrat der Juden habe Czollek bereits 2020 zu einem Gespräch über Patrilinearität eingeladen. Die Schriftstellerin Mirna Funk kritisierte Czollek in der FAZ für einen intransparenten Umgang mit seiner familiären Herkunft. In einem persönlichen Gespräch habe er ihr gegenüber angegeben, dass seine Mutter Jüdin sei. Micha Brumlik kritisierte Biller im Deutschlandfunk dafür, Czollek in ehrabschneidender Weise angegriffen zu haben, gab ihm jedoch inhaltlich Recht. Jacques Schuster bezeichnete Czollek in der Welt als „Möchtegern-Juden“ und warf ihm vor, eine jüdische Identität zu beanspruchen, obwohl er nicht konvertiert sei. Michael Wolffsohn, Professor an der Universität der Bundeswehr München, bekräftigte in der Neuen Zürcher Zeitung die Kritik an Czollek und warf ihm vor, seine Familiengeschichte zu fälschen. Daraufhin verteidigte die Autorin Sasha Marianna Salzmann Czollek in der FAZ und unterstrich, die Diskussion drehe sich eigentlich um die Frage innerjüdischer Pluralität, deren Ziel sein müsse, sich gegenseitig auszuhalten, statt einander „aus dem vorgeblich exklusiven Club des Judentums hinausschmeißen zu wollen“. Auch der Journalist Ofer Waldman verteidigte Czollek im Deutschlandfunk Kultur und sprach von einem religiös getarnten gesellschaftspolitischen Streit. In einem offenen Brief solidarisierten sich 278 jüdische und nicht-jüdische Personen überwiegend aus dem Kulturbetrieb mit Czollek und wiesen die Angriffe als politisch motivierten Versuch der Delegitimierung von Czolleks Arbeit zurück. Der Autor Hendrik Heinze bezeichnete die Debatte im Bayerischen Rundfunk abschließend als innerjüdische Debatte, die „als Streit wohl auch nichts und niemanden weitergebracht“ habe.
Eine weitere Kontroverse begann Ende März 2023, nachdem Czollek in der Endrunde des Leonce-und-Lena-Preises ausgeschieden war. Auf dem Portal Faust-Kultur kritisierte er die Jury: Als „Verschlossenes Land“ wehre sich der Lyrikbetrieb gegen postmigrantische, jüdische und queere Diversifizierung, die in anderen Kunstbereichen wie Prosa oder Theater seit einem Jahrzehnt bereits stattfände. Yevgeniy Breyger warf Czollek daraufhin vor, er missbrauche das Thema Judentum, indem er mit Wörtern wie Golem und Jericho um sich werfe, als habe er „eine kostenlose Kneipentour in Prag zu Rabbi Löw mitgemacht und dort dies und das aufgeschnappt“. Er fühle sich doppelt beleidigt, „einmal als Dichter und einmal als Jude“. Mirjam Wittig, die ebenfalls am Wettbewerb 2023 teilgenommen hatte, veröffentlichte ihre eigenen Eindrücke beim Logbuch Suhrkamp. Die Besprechung von Czolleks Texten bezeichnete sie als „Tiefpunkt der Kritik“ und fragte danach, was sich an den „Regeln für die Auswahl“ ändern müsste, damit solche Wettbewerbe weniger gewaltvoll stattfinden könnten.

## Veröffentlichungen

### Lyrik
- Druckkammern. Gedichte. Verlagshaus Berlin, Berlin 2012, ISBN 978-3-940249-52-4.
- Jubeljahre. Gedichte. Verlagshaus Berlin, Berlin 2015, ISBN 978-3-945832-00-4.
- A.H.A.S.V.E.R. Verlagshaus Berlin, Berlin 2016, ISBN 978-3-945832-16-5.
- Grenzwerte. Gedichte. Verlagshaus Berlin, Berlin 2019, ISBN 978-3-945832-34-9.
- Gute Enden. Gedichte. Verlagshaus Berlin, Berlin 2024, ISBN 978-3-910320-24-6.

Mit dem Lyrikkollektiv G13
- 40% Paradies. Gedichte des Lyrikkollektivs G13. Luxbooks, Wiesbaden 2013, ISBN 978-3-939557-70-8.
- Das war Absicht. SuKuLTuR, Berlin 2013, ISBN 978-3-95566-018-5.

### Essays
- Desintegriert Euch! Carl Hanser Verlag, München 2018, ISBN 978-3-446-26027-6.
  - De-Integrate! A Jewish Survival Guide for the 21st Century. Restless Books, Brooklyn 2023, ISBN 978-1-63206-318-2.
- Gegenwartsbewältigung. Carl Hanser Verlag, München 2020, ISBN 978-3-446-26772-5.
- »Sog nit kejn mol, as du gejsst dem leztn weg.«: Zu einem Archiv wehrhafter Poesie bei Hirsch Glik. Reihe Zwiesprachen der Stiftung Lyrik Kabinett. Das Wunderhorn, Heidelberg 2020, ISBN 978-3-88423-634-5.
- Empires Of Memory. Berliner Korrespondenzen (Deutsch-Englisch). Nicolai Verlag, 2020, ISBN 978-3-96476-309-9.
- Versöhnungstheater. Carl Hanser Verlag, München 2023, ISBN 978-3-446-27609-3.

### Herausgeberschaft
- mit Michael Fehr, Robert Prosser (Hrsg.): Lyrik von Jetzt 3 / Babelsprech. Wallstein Verlag, Göttingen 2015, ISBN 978-3-8353-1739-0.
- mit Sasha Marianna Salzmann (Hrsg.): Desintegration. Ein Kongress zeitgenössischer jüdischer Positionen. Kerber Verlag, Berlin 2017, ISBN 978-3-7356-0340-1
- mit Micha Brumlik, Marina Chernivsky, Hannah Peaceman, Anna Schapiro, Lea Wohl von Haselberg: Jalta. Positionen zur jüdischen Gegenwart. Halbjahresschrift, ab 2017 ISSN 2510-3725
- Leah Carola Czollek, Gudrun Perko, Corinne Kaszner, Max Czollek: Praxishandbuch Social Justice und Diversity: Theorien, Training, Methoden, Übungen. Vollständig überarbeitete und erweiterte 2. Auflage. Beltz Juventa, 2019, ISBN 978-3-7799-3845-3.
- mit Erik Riedel, Mirjam Wenzel (Hrsg.): Rache. Geschichte und Fantasie. (dt. Ausgabe): Begleitband zur Ausstellung im Jüdischen Museum Frankfurt. Carl Hanser Verlag, München 2022, ISBN 978-3-446-27245-3.
  - Revenge. History and Fantasie. (engl. Ausgabe): Begleitband zur Ausstellung im Jüdischen Museum Frankfurt. Carl Hanser Verlag, München 2022, ISBN 978-3-446-27245-3.
- Mitherausgeber: Nachhalle. (= Jalta. Positionen zur jüdischen Gegenwart. Band 8). Neofelis Verlag, Berlin 2023, ISBN 978-3-95808-354-7.

### Podcast
- für das Jüdische Museum Frankfurt, Rache - Geschichte und Fantasie (2022).
- mit Hadija Haruna-Oelker, Trauer und Turnschuh (seit 2023).
- für das Haus der Kulturen der Welt, Berlin, Wem gehört Deutschland (2025).

### Libretto
- Die Harmonielehre #3 Ein Ermordeter aus Warschau (nach dem SURVIVOR FROM WARSAW von Arnold Schönberg)[68]

## Auszeichnungen
- 2013: Internationales Stipendium für DichterInnen und ÜbersetzerInnen Meridian Czernowitz[69]
- 2017: Bonner Literaturpreis[70]
- 2018: Stipendiat der Kulturakademie Tarabya, Istanbul[71]
- 2019: Václav Burian Lyrikpreis, Olmütz[72]
- 2020: Nominierung für den Bayerischen Buchpreis[73]
- 2021: Take Care Residenz, Fonds Darstellende Künste[74]
- 2021: Liliencron-Poetik-Dozentur, Kiel[75]
- 2021: Deutscher Fernsehpreis für „Beste Comedy/Late Night“ an Freitagnacht Jews (Mitwirkung)[76]
- 2023: Nominierung für den Literarischen März, Darmstadt[77]
- 2024: DAAD Chair in Contemporary Poetics, New York University[78]
- 2024: Stadtschreiber zu Rheinsberg[79]